# 強斯頓 (賓夕法尼亞州)
強斯頓（英語：Johnston）為美國宾夕法尼亚州富蘭克林縣境內之非建制地區。聯邦資料處理標準代碼為42-38284，地名資訊系統編號為1178127。